# Yoo Hyeonjong
Yu Hyeon-jong (hangeul :유현종) est un auteur sud-coréen né le 25 février 1939, connu pour ses romans historiques.  

## Biographie
Originaire de Jeonju, capitale de la province de Jeollabuk-do, Yu Hyeon-jong est né dans une famille de la lignée de « Gangneung Yu » le 25 février 1939  (une autre source donne 1940). Il fréquente l'institut des arts Sorabol. Il est apparu sur la scène littéraire quand sa nouvelle intitulée Cette pierre insignifiante (Tteut isseulsu eomneun i dolmaeng-i) s'est vu décerner le prix littéraire de la revue Jayu Munhak en 1961. En 1970, il remporte le prix de littérature contemporaine (Hyundae Munhak).

## Œuvre
Cette pierre insignifiante (Tteud isseulsu eomneun i dolmaeng-i, 1961) est un récit relatant l'histoire de deux soldats coréens situés des deux côtés de la zone démilitarisée. L'ouvrage décrit comment un objet tout à fait ordinaire et sans valeur peut acquérir une grande importance en tant que seul vecteur de communication entre deux personnes qui doivent coûte que coûte afficher leur relation ennemie. Il s'agit là d'une histoire simple mais qui fournit néanmoins une critique indirecte de la réalité tragique de la partition de la Corée. Yu Hyeon-jong a reçu le Prix du Nouvel Écrivain décerné par la revue Jayu Munhak en 1961 pour ce récit ; la même année il sort diplômé du département de création littéraire à l'institut des arts Sorabol. 
Ses récits ultérieurs ont fait place à une plus grande théâtralité en traitant des thèmes plus divers. Le géant (Geo-in), par exemple, met en scène un protagoniste qui possède une force presque surhumaine et une volonté à toute épreuve, ce type de « super-héros » fait souvent son apparition dans les romans historiques de Yu, qui a ainsi abordé un large éventail de personnages et d'événements durant ses longues sagas historiques. Feux dans les champs (Deulbul, 1975) traite des rebelles du mouvement Donghak vers la fin de la dynastie Joseon. Yeon Gaesomun (1978) décrit les exploits héroïques de Yeon Gaesomun, le célèbre général du Royaume Goguryeo en Corée. L'auteur a aussi écrit des biographies personnalisées et romancées de personnages historiques tels que le moine Myocheong de la dynastie Goryeo, le marin Jang Bogo du royaume Shilla, le bandit Im Kkeok-jeong de la dynastie Choseon, et aussi le peintre Jang Seung-eop de la dynastie Joseon. Le penchant de Yu Hyeon-jong pour les grands drames de l'histoire coréenne l'a amené à développer des compétences de dramaturge. Il a ainsi écrit des pièces de théâtre, notamment Histoire d'un mandarin (Yangbanjeon) et Une marionnettiste pour notre temps (Urideurui gwangdae). Il a reçu le Prix de littérature contemporaine (Hyundae Munhak) en 1969 et le Prix de l'Écriture créative de Hankook Ilbo en 1976.